# اچ‌ام‌ای‌اس باس
اچ‌ام‌ای‌اس باس (به انگلیسی: HMAS Bass) یک کشتی است که طول آن ۹۰ فوت (۲۷ متر) می‌باشد. این کشتی در سال ۱۹۵۹ ساخته شد.